# Mysteriespil
Mysteriespil er en folkelig teaterform fra middelalderen, som fremføres af amatører på offentlige pladser. Mysteriespillene havde religiøst indhold, og gestaltede oftest historier hentet fra Biblen. Hændelserne omkring påskeugen var et almindeligt tema (påskespil / passionsspil) men mange andre bibelske beretninger anvendtes. Det ældste bevarede mysteriespil er Adamsspillet (Le Mystère d'Adam) fra 1100-tallet.
Mange steder forbydes mysteriespillene efter reformationen på 1500-tallet. Et velkendt passionsspil, som stadig spilles er det i Oberammergau i Tyskland. I Storbritannien er det relativt almindeligt med moderne rekonstruktioner af gamle spil.